# Istituto Luce
Das Istituto LUCE ([istiˈtu:to ˈlu:tʃe]; italienisches Apronym:  L'Unione Cinematografica Educativa: Bildungsfilm-Union; Istituto Luce: "Licht-Anstalt") war ein italienisches Filmunternehmen, das 1924 während der Zeit des Faschismus gegründet wurde.
Während es einerseits als mächtiges Propagandainstrument des faschistischen Regimes bekannt war, ist es auch die weltweit älteste öffentliche Organisation zur Produktion und Verbreitung von Bildungs- und Informationsfilmen.

## Geschichte
Die Società Anonima (Aktiengesellschaft) L.U.C.E. war ursprünglich ein kleines privates Filmunternehmen, das vom Journalisten Luciano De Feo gegründet wurde, um mit Hilfe des Kinos die Analphabeten in Italien zu bilden; daher auch das Apronym Luce (Licht).
Im Juli 1925 forderte das italienische Ministerratspräsidium per Rundschreiben das Innen-, Bildungs-, Wirtschafts- und Kolonialministerium dazu auf, für Bildungs- und Propagandazwecke ausschließlich auf Ressourcen des LUCE zurückzugreifen. Zum 5. November 1925 wurde die vorherige Aktiengesellschaft LUCE auf Betreiben Benito Mussolinis durch das Königliche Dekret Nr. 1985 in eine öffentlich-rechtliche Anstalt, das Istituto LUCE, umgewandelt.
Laut Statut war das Wirken der Anstalt ausgerichtet auf die "Verbreitung von Volkskultur und allgemeiner Bildung durch kinematografische Bilder, die zu möglichst günstigen Konditionen in den Handel gebracht und zum Zweck der Wohltätigkeit und der nationalen und patriotischen Propaganda in Umlauf gebracht werden".
1927 wurde die Wochenschau Giornale Luce begründet. Ihre Vorführung vor dem jeweiligen Hauptfilm war Pflicht in allen Kinos Italiens.

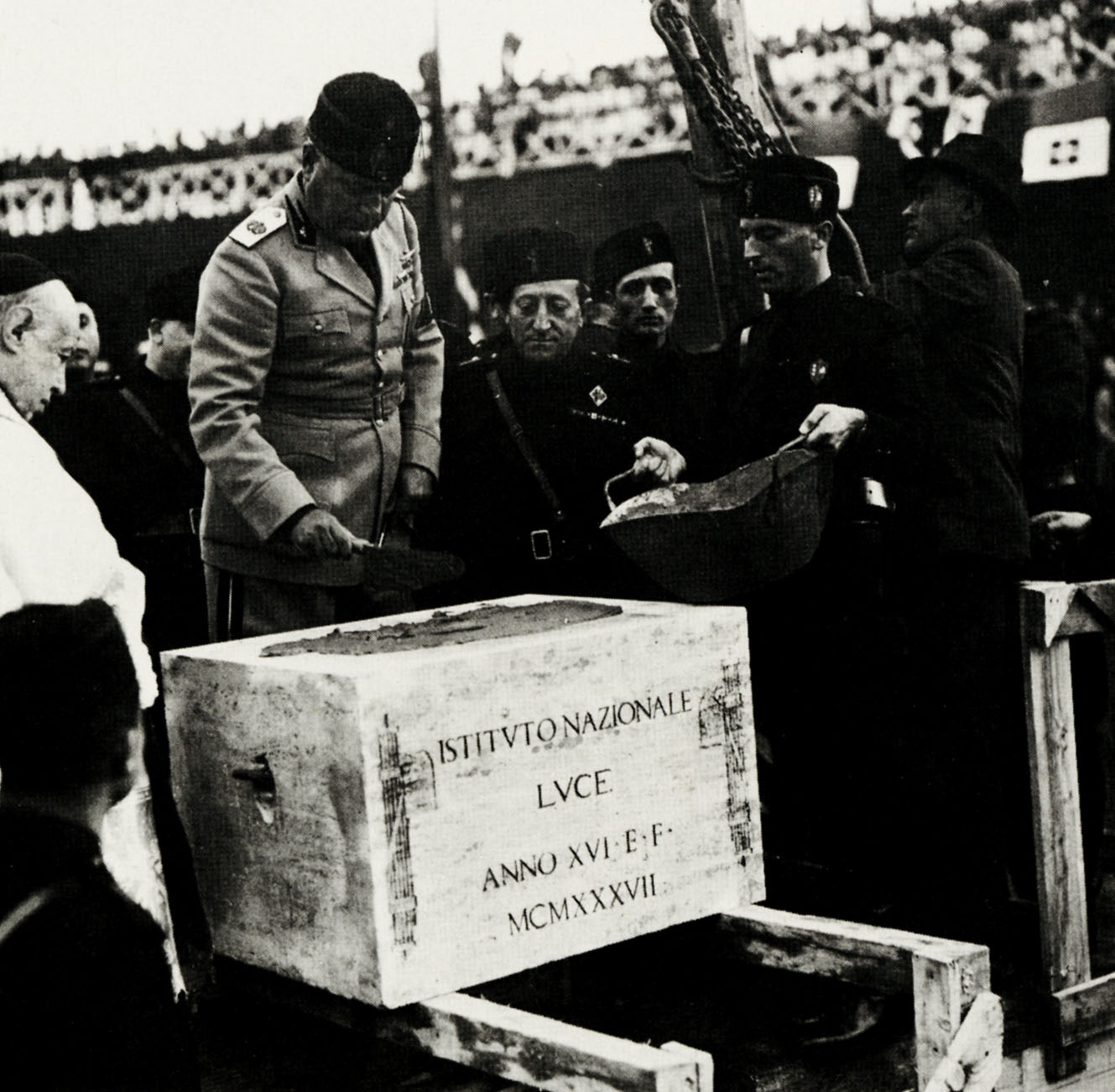
Mussolini 1937 bei der Grundsteinlegung des neuen Sitzes der Anstalt

1935 wurde mit Hilfe des Istituto LUCE das Ente nazionale industrie cinematografiche (Nationales Amt für Filmindustrie, ENIC) gegründet, das direkt in der Filmproduktion tätig war. Einer der ersten produzierten Filme war der Monumentalfilm Karthagos Fall (Originaltitel: Scipione l'Africano) von Carmine Gallone. 1936 ging die direkte Zuständigkeit für das Istituto LUCE von der Spitze der Regierung über an das Ministerium für Volkskultur; im selben Jahr begann es, den Bau des neuen Sitzes der Anstalt in Nachbarschaft zum Gebäude der Cinecittà und des entstehenden Centro Sperimentale di Cinematografia auf den Weg zu bringen.
Unmittelbar nach Kriegsende wurde Produktion wieder aufgenommen, unter anderem für die Wochenschau La Settimana Incom und für Tonaufnahmen der RCA Italiana.
Seit der Nachkriegszeit produzierte das Istituto Luce viele Dokumentar- und Spielfilme, unter der Regie von, unter anderen, Pupi Avati, Marco Bellocchio, Claude Chabrol, Liliana Cavani, Mario Monicelli, Ermanno Olmi und Ettore Scola.

## Gebäudekomplex

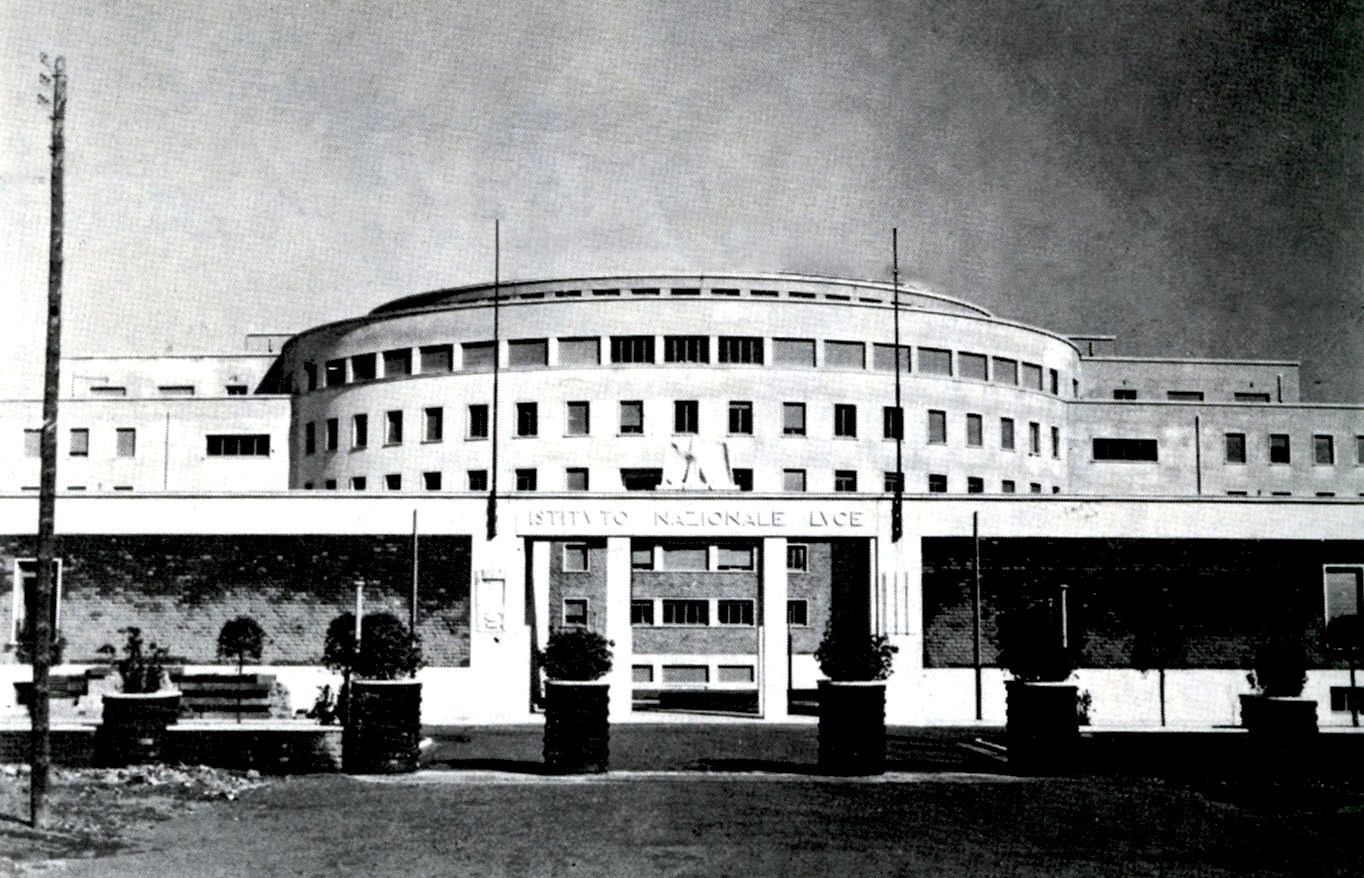
Sitz der Anstalt ab 1937

1937 wurde in Roms Stadtteil Quadraro – an der heutigen Piazza di Cinecittà – der neue Sitz des Istituto Nazionale Luce eröffnet. Das ursprüngliche Projekt, entworfen von den Architekten Clemente und Andrea Busiri Vici und Rodolfo Rustichelli, wurde von einer Kommission ausgewählt, die aus den Präsidenten der Anstalt sowie Vertretern des Veteranenhilfswerks Opera Nazionale Combattenti, der Versicherung Istituto Nazionale delle Assicurazioni, des Sozialversicherungsträgers Istituto Nazionale della Previdenza Sociale und anderen zusammengesetzt war.
Das Zentralgebäude hat halbzylindrische Form und ist von Nebengebäuden umgeben. Letztere enthielten Synchronisations- und Fotostudios; das Zentralgebäude enthielt technische Labors, die Büros der Anstaltsleitung und Filmlager. Es gab auch eine Garage mit 50 Pkw-Stellplätzen und ein Freizeitgebäude für die Angestellten. Das Ensemble wurde gemäß einem Campus-Konzept gestaltet.
Gegen Ende des Zweiten Weltkriegs wurde der Komplex im Rahmen der alliierten Luftangriffe auf Italien heftig getroffen.
Man entschied nach dem Krieg, den Komplex trotz seiner Verbindung mit dem Faschismus zu erhalten und gab somit historischen Ansprüchen den Vorrang vor politischen. Teile von Nebengebäuden wurden abgebrochen und die Gebäude neuen Ansprüchen entsprechend umgebaut. Heute ist es Verwaltungssitz des Munizipiums VII von Rom.

## Erbe
2009 fusionierte das Unternehmen mit der Cinecittà Holding S.p.A. und bildete eine neue Aktiengesellschaft, die Cinecittà Luce S.p.A., die 2011 zum Istituto Luce Cinecittà wurde.
Seit Juli 2012 steht eine umfangreiche Sammlung von Filmaufnahmen (circa 30.000) gemäß einer Vereinbarung mit Google durch einen YouTube-Kanal der Öffentlichkeit zum Abruf bereit. Der Bestand an Wochenschauen und Fotos des Istituto Luce wurde 2013 ins Weltdokumentenerbe aufgenommen.
Das Archiv der Anstalt in Form einer Mediathek befindet sich in der Via Tuscolana 1055 in Rom.
Der italienische Staat und die staatliche Förderbank CDP wollen bei Istituto Luce (seit 2017 Eigentümer der Cinecitta-Filmstudios mit legendären Filmen wie „Ben Hur“, „Quo Vadis“ und „Gangs of New York“) einsteigen. Kulturminister Dario Franceschini kündigte 2020 im Gespräch mit der Mailänder Wirtschaftszeitung „Sole 24 Ore“ die Umwandlung in eine Aktiengesellschaft an.